# Station Dąbrowica Małopolska
Station Dąbrowica Małopolska is een spoorwegstation in de Poolse plaats Dąbrowica.